# Gedenkstätte Berlin-Hohenschönhausen
Gedenkstätte Berlin-Hohenschönhausen (dansk: Mindesmærket Berlin-Hohenschönhausen) er et museum indrettet i de bygninger, der fra 1951 til 1989 husede den daværende østtyske efterretningstjeneste Stasis varetægtsfængsel i Hohenschönhausen, Berlin, Tyskland.
Museet blev indviet i 1994 og har som formål at vise metoderne og konsekvenserne af den politiske straf og undertrykkelse, som foregik i det SED-styrede DDR. Det var primært politiske fanger, der blev fængslet i Hohenschönhausen, hvor de blev psykisk og fysisk tortureret.
Bygningen blev fra 1930'erne anvendt som storkøkken. Under den sovjetiske besættelse fra 1945 indrettede NKVD en koncentrationslejr i bygningen, der kom til at huse mere end 20.000 politiske fanger og andre, som var uønsket af kommunisterne. I oktober 1946 blev kz-lejren omdannet til det centrale varetægtsfængsel for NKVD i Tyskland. Fangerne blev tortureret på forskellig vis. Stasi overtog fængslet i 1951, og det blev efterhånden udvidet. Kapaciteten var normalt ca. 200 fanger. Stasi droppede med tiden den fysiske tortur til fordel for psykisk tortur som isolation og søvnberøvelse. Fangerne var primært såkaldte 'republikflygtninge' – mennesker, der forsøgte at flygte til det demokratiske vesten og/eller var i opposition til SED.
Fængslet blev lukket efter kommunistregimets fald i 1989. Bygningerne fik fredningsstatus i 1992 og museet åbnede i 1994. Bygningerne er bevaret i original stand. Museets rundvisere er bl.a. tidligere fanger.